# Thinopteryx striolata
Thinopteryx striolata är en fjärilsart som beskrevs av Butler 1883. Thinopteryx striolata ingår i släktet Thinopteryx och familjen mätare. Inga underarter finns listade i Catalogue of Life.